# Idmon
Idmon – w mitologii greckiej jeden z Argonautów i wróżbitów.
Idmon nie znał swojego ojca, ale dowiedział się od Apolla, że jest nim śmiertelnik Abas. Matką Idmona była Kyrene. Przewidział własną śmierć podczas wyprawy Argonautów, ale mimo to chciał wziąć w niej udział. Zginął zabity przez dzika. Pochowany został w świątyni Heraklei Pontyjskiej.